# Микра Санда
 Тази статия е за селото в Берско.  За селото във Воденско вижте Църковяни.  
Микра Санда или Църковяни (гръцки: Μικρά Σάντα, до 1926 Τσερκόβιαννη, Церковяни) е село в Република Гърция, дем Бер, област Централна Македония.

## География
Микра Санда е разположено на 760 m надморска височина в южните склонове на Каракамен (Вермио), над пролома на река Бистрица (Алиакмонас), на 20 километра южно от град Бер (Верия).

## История

### В Османската империя
Селото е унищожено по време на Негушкото въстание в 1822 година.
В книгата си „Аромъне“, издадена в 1894 година, Вайганд определя Чарковиан като влашко село с 50 фамилии. „Тѣзи аромѫне сѫ дошли тука въ това столѣтие изъ Авдела и Периволи. Тѣ прѣкарватъ зимата въ равнината: една часть отива за Вериа, а друга къмъ Ниауста... Аромѫнското население изъ селата, вслѣдствие енергическото застѫпвание на ханджията Гога отъ Вериа, е въодушевено отъ националната идеа, а аромѫнетѣ отъ града се числятъ къмъ гръцката партия.“
В 1900 година според Васил Кънчов („Македония. Етнография и статистика“) в Царковиянъ (Царовчанъ) живеят 300 власи. По данни на секретаря на Българската екзархия Димитър Мишев („La Macédoine et sa Population Chrétienne“) в 1905 година в Църковян (Царовчан) (Tzarkovian Tzarovtchan) има 240 власи.
Спирос Лукатос посочва „език на жителите гръцки“.

### В Гърция
През Балканската война в 1912 година в селото влизат гръцки части и след Междусъюзническата в 1913 година Църковяни остава в Гърция. Селото не фигурира в преброяванията от 1913 и 1920 година. В 1922 година в селото е обновено, като в него са заселени гърци бежанци. В 1926 година е прекръстено на Микри Санда. В 1928 година Църковяни е бежанско селище с 57 бежански семейства и 226 жители бежанци.
Селото пострадва силно през Втората световна и през Гражданската война.
Населението се занимава със скотовъдство.
| Име                                    | Име                 | Ново име  | Ново име  | Описание                                  |
| -------------------------------------- | ------------------- | --------- | --------- | ----------------------------------------- |
| Свопуто Цамацера или Сьопуто Цамастера | Σιόπουτο Τσαμαστέρα | Криовриси | Κρυόβρυση | местност в Каракамен на СИ от Микри Санда |

| Година    | 1913 | 1920 | 1928 | 1940 | 1951 | 1961 | 1971 | 1981 | 1991 | 2001 | 2011 | 2021 |
| --------- | ---- | ---- | ---- | ---- | ---- | ---- | ---- | ---- | ---- | ---- | ---- | ---- |
| Население |      |      | 211  | 234  | 76   | 77   | 71   | 37   | 122  | 44   | 32   | 11   |